# Энтропийная гравитация

Теория энтропийной гравитации соответствует Нютоновской теории классической гравитации в пределах Солнечной системы, но на больших расстояниях расходится с ней.

Энтропийная гравитация (также известная как эмерджентная гравитация, то есть определяющая гравитацию как возникающее явление) — теория современной физики, которая описывает гравитацию как энтропийную силу. Такое представление силы гравитации лишает эту силу статуса фундаментального взаимодействия. В своей основе эта теория опирается на теории струн, теории черных дыр и квантовые теории информации, она также подчиняется второму закону термодинамики. Теория описывает гравитацию как возникающее явление, происходящее из квантовой запутанности пространственно-временной информации, связанной с изменением энтропии системы.

## Происхождение
Объяснение гравитации связывали с термодинамикой ещё в прошлом веке. Считается, что Бекенштейн и Хокинг были первыми учёными, которые указали на глубокую связь между гравитацией и термодинамикой в своих исследованиях чёрных дыр. Затем Якобсон, Падманабхан и другие учёные исследовали связь между гравитацией и энтропией. Однако самой примечательной работой стала модель предложенная Эриком Верлинде в 2009 году.

## Теория Верлинде
Модель Верлинде, сочетающая в себе термодинамический подход к гравитации с голографическим принципом и описывающая гравитацию как энтропийную силу, утверждает, что гравитация является следствием изменения информации, связанной с положением материальных тел в пространстве  (русский перевод).
В своей теории Верлинде утверждает, что гравитация — это появление изменения в битах информации, содержащихся в структуре пространства вокруг материальных тел согласно голографическому принципу. Между телами и в окружающем пространстве плотность энтропии, ассоциированная с этими телами, изменяется, увеличивается. Отсюда притяжение тел, сопровождающееся ростом энтропии, является естественным поведением тел согласно второму закону термодинамики, или для физических систем — это переход в более вероятное состояние.
В этой же работе ученый вывел уравнение второго закона Ньютона и закона Всемирного тяготения, исходя лишь из этих соображений.
Основное исходное положение его теории заключается в том, что информация в части пространства подчиняется голографическому принципу. Согласно этому, информация может храниться на голографическом экране в любом месте вокруг тел. Подтверждающие доказательства для голографического принципа получены из физики чёрных дыр и AdS/CFT соответствия. Так, в физике чёрных дыр есть идея, что информация может храниться на горизонте событий чёрной дыры.
Полагается, что информация закодирована в самой структуре пространства и само пространство тоже является возникающим (эмерджентным). Следовательно, в таком контексте законы механики должны появиться вместе с самим пространством, а значит их можно вывести естественным образом, исходя из этих предпосылок, что и сделал Верлинде в своей первой работе.
Он показал, что законы Ньютона возникают естественно и практически неотвратимо, исходя лишь из принципов, использующих только пространственно-независимые концепции, таких как энергия, энтропия и температура. При этом гравитация объясняется как энтропийная сила, вызванная изменением количества информации, связанной с положением материальных тел в пространстве.

### Энтропийная сила

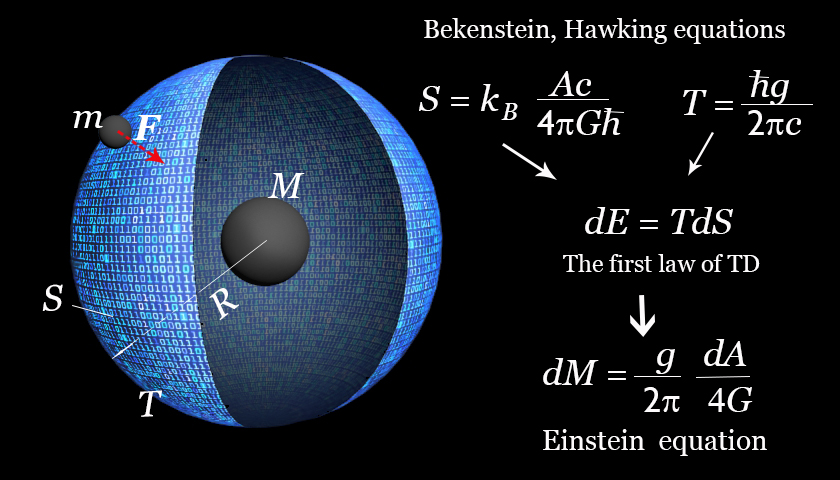
Уравнения Эйнштейна получаются из выражения первого закона термодинамики когда применяются уравнения Бекeнштейна и Хокинга для черных дыр

Верлинде рассмотрел частицу с массой m, прикрепленную к фиктивной «струне», в нерелятивистском пространстве падающего на небольшой голографический экран (на подобии мысленного эксперимента Бекенштейна, в известной работе по энтропии черных дыр, где тот опускал частицу к чёрной дыре и частица падала прямо перед горизонтом. Это, согласно Бекенштейна, увеличивало массу ЧД и площадь горизонта на небольшую величину, которую он связал с одним битом информации).
Далее он полагает, что частица падает и сливается с микроскопическими степенями свободы на экране, но прежде чем это произойдет, она уже влияет на объём информации, хранящейся на экране. Согласно аргументу Бекенштейна, изменение энтропии, связанное с информацией на границе (то есть на расстоянии {\displaystyle \Delta x} от экрана), равно:
{\displaystyle \Delta S=2\pi k_{B}{\frac {mc}{\hbar }}\Delta x}
Возникновение силы объясняется аналогией с осмосом когда частица имеет энтропийную причину находиться на одной стороне мембраны и мембрана (полупроницаемая мембрана) имеет температуру, тогда на частицу будет действовать эффективная сила, равная
{\displaystyle \Delta F\Delta x=T\Delta S}
Но чтобы получить не нулевую энтропийную силу, нужно чтобы температура была отличная от нуля. Из закона Ньютона мы знаем, что сила приводит к ненулевому ускорению частицы. С другой стороны, известно, что ускорение и температура тесно связаны через эффект Унру, согласно этому частица в ускоренной системе отсчета имеет температуру:
{\displaystyle k_{B}T={\frac {1}{2\pi }}{\frac {\hbar a}{c}}\,,}
где {\displaystyle a} — ускорение частицы. Отсюда, используя выше полученные выражения, получаем уравнение второго закона Ньютона.
{\displaystyle F=ma}

### Примеры энтропийных сил
Примерами энтропийных сил являются явление осмоса и эластичность молекулы полимера, возникающие в макроскопических системах. В коллоидах большие коллоидные молекулы, взвешенные в тепловой среде из более мелких частиц, испытывают энтропийные силы из-за эффекта исключённого объёма. В этих случаях наблюдается статистическая тенденция возврата системы к состоянию максимальной энтропии, что переводится в макроскопическую силу.

### Ньютоновский закон всемирного тяготения
Учёный анализирует замкнутую поверхность — сферу, которая ограничивает трёхмерную область пространства и считается подобием устройства хранения информации. Если предположить, что соблюдается голографический принцип, вся хранимая информация об объекте будет сосредоточена на этой границе области. В теории эмерджентного пространства предполагается, что каждый фундаментальный бит информации занимает одну элементарную ячейку поверхности, т.е. число битов {\displaystyle N} пропорционально площади сферы {\displaystyle A}:
{\displaystyle N={\frac {Ac^{3}}{G\hbar }}}.
Здесь вводится новая константа {\displaystyle G}, значение которой будет определено далее. Полагается, что вся энергия системы {\displaystyle E}  равномерно распределена по {\displaystyle N} элементарным ячейкам. Тогда температура определяется законом равнораспределения кинетической энергии по степеням свободы:
{\displaystyle E={\frac {1}{2}}Nk_{B}T}.
Далее учёный прибегает к знаменитой формулировке эквивалентности массы и энергии
{\displaystyle \ E=Mc^{2}},
где {\displaystyle M} представляет собой массу, окружённую сферическим голографическим экраном (см. рис.).
Далее два выражения для энергии приравниваются, и из приведенного выше выражения для числа битов определяется абсолютная температура. В полученное выражение подставляется площадь сферы {\displaystyle A=4\pi R^{2}} и выражение, описывающее эффект Унру. В результате уравнение второго закона Ньютона принимает вид
{\displaystyle F=G{\frac {Mm}{R^{2}}}}.

## Продолжение теории Верлинде
В июле 2011 года Верлинде представил дальнейшее развитие своих идей в докладе на конференции Strings 2011, включая объяснение происхождения темной материи  а работа с названием Эмерджентная гравитация и темная вселенная опубликовалась в 2016 году .
Основным следствием его теории является объяснение кривых вращения видимой материи в галактиках и почему они отличаются от ожидаемого профиля при применении существующих признанных теории гравитации (Нютоновская и ОТО). Это объяснение делается без ссылки на существование темной материи в центрах галактик. Верлинде пишет: «Наблюдаемые явления, которые в настоящее время приписываются темной материи, являются следствием возникающей природы гравитации и вызваны упругой реакцией из-за вклада закона объемов в запутанность энтропии нашей Вселенной» . 
В другом месте: «Мы считаем, что этот подход и полученные результаты говорят нам, что явления, связанные с темной материей, являются неизбежным и логическим следствием эмерджентной природы самого пространства-времени» .
Об признанных теории гравитации он говорит что: «Основываясь исключительно на наблюдениях, более уместно сказать, что эти знакомые теории гравитации можно сохранить, только предположив наличие темной материи» .
Статьи Верлинде привлекли также внимание средств массовой информации и дали толчок дальнейшим исследованиям в связанных областях физики и космологии.

### Научно-популярные источники
- Изменённая теория гравитации по-своему объясняет структуру Вселенной (https://habr.com/ru/post/399121/)
- Зачем мы ищем тёмную материю и можно ли её найти? (https://www.bbc.com/russian/features-38499673)
- Эрик Верлинде: гравитация — это иллюзия, космический фокус (https://alter-science.info/p/58.html)
- В новой теории гравитации нет места для тёмной материи (https://hightech.fm/2016/11/09/theory-gravity)

### Видео материалы по теме
- Эрик Верлинде, открытые лекции: Новый взгляд на гравитацию и тёмную сторону космоса, Приметерский Институт теоретической Физики
- Возникающая гравитация и тёмная вселенная, лекция проф. Эрика Верлинде на 63-м ежегодном собрании Израильского Физического Общества в Технион-Израильском Институте Технологий, 17 декабря 2017 г.